# 时光音乐会 (第二季)
《时光音乐会》第二季，是中国大陆湖南卫视推出的音乐综艺节目。节目邀请田震、孙悦、梁咏琪、阿杜、周深、胡夏作为常驻嘉宾，担任“时光音乐人”，并邀请邓紫棋、張棟樑等飞行嘉宾担任时光好友。本季节目继续由荒井十一担任音乐总监。
第三期至第六期、第九期至第十一期节目中，每期将会以其中一名时光音乐人或时光好友作为该期“庄主”，时光音乐人以及时光好友将分别演绎“庄主”所创作、原唱或对庄主意义重大的歌曲。先由庄主演唱自己歌曲，再由其他時光音樂人玩遊戲獲得優先演唱機會。其它集数中，第一期为时光音乐人各自演唱自己的代表作，第二期为“时光金曲点唱夜”主题，由时光音乐人与时光好友一同演唱，第七期为“新年金曲音乐会”主题，第八期为“迎新音乐会”主题，由时光音乐人与时光好友一同翻唱时光好友原唱的歌曲，均不设“庄主”。

## 播出信息
节目由君乐宝简醇独家冠名赞助播出，拼多多、香飘飘、喜临门等则为节目合作伙伴。节目原定于2022年12月2日首播，但因悼念前中共中央總書記江泽民逝世而延后一周播出，改于2022年12月9日起每周五19:30在湖南卫视、芒果TV和咪咕视频首播。音源随后于QQ音乐、酷狗音乐、酷我音乐、网易云音乐、咪咕音乐等音乐平台上线，但部分歌曲因版权原因未能上线。

## 节目风格
本季《时光音乐会》以“秋日”为主题进行设计，舞台的中央立着一棵巨大的银杏树，配以满地的落叶以及原木的座椅，并采用暖橘色系的灯光，在录制场地营造了温馨的气氛和景象。节目以猜歌挑战作为串场游戏，以1980年代到2010年代的时光金曲为线索，引出时光音乐人的陆续出场与演唱。

## 节目成员

### 常驻嘉宾
本季节目共邀请6位常驻嘉宾，包括了横跨1980年代至2010年代出道的歌手，节目中称为「时光音乐人」。
| 常驻嘉宾 | 代表作品                             | 参与期数 | 年龄 | 出道年份 | 備註  |
| -------- | ------------------------------------ | -------- | ---- | -------- | ----- |
| 田震     | 《野花》《执着》《水姻緣》           | 1-12     | 56   | 1987     | [ 3 ] |
| 孙悦     | 《祝你平安》《好人好梦》《快乐指南》 | 1-12     | 50   | 1992     | [ 3 ] |
| 梁咏琪   | 《短髮》《膽小鬼》《中意他》         | 1-6      | 46   | 1996     | [ 3 ] |
| 阿杜     | 《他一定很爱你》《天黑》《撕夜》     | 1-12     | 49   | 2002     | [ 3 ] |
| 周深     | 《大鱼》《灯火里的中国》《花开忘忧》 | 1-12     | 30   | 2014     | [ 3 ] |
| 胡夏     | 《知否知否》《爱夏》《燃点》         | 1-12     | 32   | 2010     | [ 3 ] |

### 飞行嘉宾
节目中称为「时光好友」。
| 参与期数 | 飞行嘉宾                                                   | 備註        |
| -------- | ---------------------------------------------------------- | ----------- |
| 1        | 鄧紫棋、張棟樑                                             | [ 5 ] [ 6 ] |
| 2        | 鄧紫棋、張棟樑、白举纲、戴军、刘畊宏、金莎、王大陆、吴克群 |             |
| 3        | 鄧紫棋、李斯丹妮、吴莫愁                                   |             |
| 4        | 方文山、温岚、刘宪华                                       |             |
| 5        | 陳立農、范世錡                                             |             |
| 6        | 陳立農、范世錡、许茹芸                                     |             |
| 7        | 谭咏麟、郁可唯、尤长靖、蔡程昱、何亮辰                     |             |
| 8        | 胡彦斌、李玖哲、南拳妈妈、魏巡                             |             |
| 9        | 容祖儿、黄绮珊、梁龙                                       |             |
| 10       | 胡海泉、房東的貓、希林娜依·高                              |             |
| 11       | 何炅、梁龙、张真源、苏醒、许钧                             |             |
| 12       | 孙浩、石倚洁、张栋梁、苏醒、张远、陆虎、张真源、龚爽       |             |

## 表演曲目

### 第一期
第一期节目于2022年12月9日播出，由时光音乐人和时光好友各自演唱自己的代表曲目。先出场的时光音乐人通过猜歌游戏，邀请在对应年代出道的下一位时光音乐人出场。周深在本期节目担任类似串场主持人的角色，为第一位出场但未直接演唱，而是在所有嘉宾演唱后才进行表演。

### 第二期
第二期节目于2022年12月16日播出，主题是“时光金曲点唱夜”。由时光点唱人点唱一首时光金曲，并与时光音乐人合唱该曲。时光音乐人通过完成金曲猜歌挑战，与自己的点唱人见面。这一期的歌曲多为时光音乐人或金曲点唱人原唱的歌曲，但周深与刘畊宏合唱的《回到过去》则是刘畊宏作词的歌曲，因此而被选唱。时光点唱人檀健次因疫情原因无法到场，改以预录视频形式出演，故邓紫棋本场独唱。时光点唱人王心凌因故无法到场，改以预录音频形式出演，故张栋梁本场独唱。

### 第三期
第三期节目于2022年12月23日播出，由孙悦担任庄主，时光音乐人和时光好友分别演唱孙悦的歌曲。

### 第四期
第四期节目于2022年12月30日播出，由方文山担任庄主，时光音乐人和时光好友分别演唱方文山的創作歌曲。

### 第五期
第五期节目于2023年1月6日播出，由阿杜担任庄主，时光音乐人和时光好友分别演唱阿杜演唱的歌曲。周深在演唱阿杜《Andy》时加入了自己改编的Rap词。

### 第六期
第六期節目於2023年1月13日播出，由梁詠琪擔任莊主，時光音樂人和時光好友分别演唱梁詠琪演唱的歌曲。梁詠琪於第六期宣佈退出節目拍攝。

### 第七期
第七期節目於2023年1月20日播出，为新春特辑。本期嘉宾们分为两队：辞旧队和迎新队，通过不同的游戏，获胜的队伍派出成员演唱一首歌曲。

### 第八期
第八期節目於2023年1月27日播出，为迎新音乐会特辑。周深由于行程原因没有在现场，而是以VCR形式串场出题，而后补录了歌曲。田震由于工作原因未参加综艺部分的录制，而后补录了歌曲。

### 第九期
第九期節目於2023年2月3日播出，由周深担任庄主。时光音乐人演唱周深原唱的歌曲，或对周深有意义的翻唱歌曲。

### 第十期
第十期節目於2023年2月10日播出，由胡夏担任庄主。时光音乐人演唱胡夏原唱的歌曲，或对胡夏有意义的翻唱歌曲。

### 第十一期
第十一期節目於2023年2月17日播出，由田震担任庄主。时光音乐人演唱田震原唱的歌曲，或对田震有意义的翻唱歌曲。

### 第十二期
第十二期是收官之夜，於2023年2月24日播出。分为两个队伍“时光家族队”和“时光不服队”，通过不同内容的游戏决出胜负，获胜者获得优先演唱的权力。

## 特别直播
2023年2月4日，立春，《时光音乐会 (第二季)》联合人民日报新媒体举办《来听春天的音乐会》直播。

## 榜单成绩
日榜
- 根据美兰德传播资讯，《时光音乐会 (第二季)》首播美誉度99.74，网民评议度91.28，位列晚间黄金档电视节目融合传播指数榜第一[19]。此后，亦多次在美兰德传播资讯榜上位列晚间黄金档电视节目融合传播指数榜第一（2[20]3[21]5[22]6[23]8[24]9[25]10[26] 11[27]12[28]，唯第四期和第七期分别撞到了跨年晚会和春晚，未能获得第一）。
- 根据艾漫数据，《时光音乐会 (第二季)》位于首播当天综艺活跃受众榜首位[29]。此后一直保持在综艺活跃受众榜前列，且多次位于首位[30][31]。
- 根据猫眼专业版，《时光音乐会 (第二季)》位于首播当天综艺热度榜第二位，热度值9013.86[32]。此后一直保持在综艺热度榜前列，且多次位于首位[33][34][35][36]，最高热度值9677.47[33]。
- 根据灯塔专业版，《时光音乐会 (第二季)》稳居前列，并取得综艺日榜冠军16次[37][38]。

周榜
- 根据微博一周综艺报告，首播当周，《时光音乐会 (第二季)》获得议题篇榜首[39]，周深获得明星短视频篇榜首[40]，孙悦、阿杜、田震、胡夏亦有登上短视频榜，《时光音乐会 (第二季)》获得全站短视频播放量第二位、节目官微篇第二位、节目话题篇第四位、超话篇第六位[39]。

- 在QQ音乐，《时光音乐会 (第二季)》第一期多首歌曲位列综艺新歌榜周榜前十，其中周深《光亮》位列榜首，张栋梁《当你孤单你会想起谁》、胡夏《爱夏》、梁咏琪《胆小鬼》、田震《执着》亦位列前十[41]。此后亦连续取得综艺新歌榜周榜冠军[42][43][44][45][46][47]，且有众多别的歌曲进入榜单前二十，并曾在QQ音乐综艺新歌榜前十占八[45][48]或占七[47][49]。
- 在酷狗音乐综艺新歌榜，亦多次取得冠军的位置，并曾经霸榜，前十占九[50][51][52]、占八[53]或占七[54]。
- 根据华西证券传媒行业周报，从2022年第50-52周至2023年第1周（从2022年12月10日-2023年1月6日）[55][56][57]，及2023年第3-8周（2023年1月14日-2月24日）[58][59][60][61][62]，《时光音乐会 (第二季)》连续多周位于综艺排名TOP3之内。
- 根据中国视听大数据（CVB），《时光音乐会 (第二季)》在20230107-20230113这一周，收视率0.485%，同时段地方卫视节目第1。到达率1.598%，地方卫视晚间首播文艺节目第1。[63]

- 根据灯塔专业版，《时光音乐会 (第二季)》常位于周榜前列，亦曾取得综艺周榜冠军[64]。

- 在豆瓣，《时光音乐会 (第二季)》开分获得8.3的评分[65]。此后评分略有下降，但依然保持在8分以上，为8.1分[66]。

月份榜
- 在美兰德传播资讯2022年12月综艺榜上，《时光音乐会 (第二季)》以79.10的分数获得当月冠军[67]。在2023年1月综艺榜上，以79.38的分数获得当月冠军[68]。2月以80.38的分数继续蝉联冠军[69]。

- 根据云合数据，在全网综艺有效正片播放·霸屏榜上，《时光音乐会 (第二季)》2022年12月正片有效播放4442万，居于月榜第6位[70]。2023年1月正片有效播放4735万，居于月榜第10位[71]。2023年2月正片有效播放5038万，居于月榜第8位[72]。

- 根据灯塔专业版，在综艺舆情热度月榜，《时光音乐会 (第二季)》取得了2023年1月榜亚军[73]、2月榜冠军[74]。在综艺正片播放表现月榜，《时光音乐会 (第二季)》取得了2023年1月榜冠军[75]、2月榜亚军[76]。

季度榜
- 根据云合数据，在2023年Q1电视综艺有效正片播放·霸屏榜上，《时光音乐会 (第二季)》正片有效播放1.0亿，居于第8位[77]。

年榜
- 根据中国视听大数据（CVB），《时光音乐会 (第二季)》在2022年度地方卫视晚间时段首播文艺节目中，收视率排名年度第六位，每期平均收视率0.500%，收视份额1.821%[78]。

- 根据中国视听大数据发布的2023收视年报，《时光音乐会 (第二季)》2023 每期平均收视率0.438%，收视份额1.657%，位居年榜第11[79]。

- 根据云合数据，在2023全年电视综艺有效正片播放·霸屏榜上，《时光音乐会 (第二季)》正片有效播放1.1亿，市占率1.0%，居于第19位[80]。

收官
- 根据中国视听大数据（CVB），《时光音乐会 (第二季)》每期平均收视率0.459%，稳列同时段地方卫视节目前3。[81]

- 根据QQ音乐发布的战报，《时光音乐会 (第二季)》歌曲总热力值突破9700万，总收藏量达349万，总评论量达205万。其中，周深演唱的《Andy》与《月光》均获得飙升榜TOP1；梁詠琪与王大陸合唱的《许愿》获得热力值TOP1与收藏量TOP1；张真源演唱的《逆光》获得评论量TOP1。[82]

- 在豆瓣，收官三天后评分为8.0分[83]。

- 根据击壤数据，《时光音乐会 (第二季)》播放量、热度、口碑均有提升。相对第一季，日均播放量增长42.3%，舆情增长332.4%，豆瓣评分上升至8.0分。招商品牌数量及合作等级均有提升。在同期音乐类节目中舆情总量和热搜次数均排名第一。观众对节目的讨论集中在歌手、歌曲以及歌手对歌曲的演绎上面。讨论最多的歌手是周深和张真源，讨论最多的歌曲是《大鱼》、《回到过去》、《好春光》。观众评论使用最多的词汇是“好听”“好棒”“甜甜的歌”。选歌和改编成功引发观众的回忆与共情。[84]

## 奖项
| 年份 | 颁奖机构                 | 奖项类别/评奖方法 | 奖项                             | 结果 |
| ---- | ------------------------ | ----------------- | -------------------------------- | ---- |
| 2023 | 2022微博之夜             | 网友投票          | 微博年度人气综艺《时光音乐会2》  | 獲獎 |
| 2023 | 2022微博之夜             | 颁奖典礼          | 微博年度综艺《时光音乐会》第二季 | 獲獎 |
| 2023 | 第28届上海电视节白玉兰奖 | 颁奖典礼          | 最佳电视综艺节目                 | 提名 |

## 腳注
1. 1 2  因須返回香港為《時間遇上我們 梁詠琪2023香港演唱會》進行籌備工作而於第六期後退出錄製。

## 外部連結
- 湖南卫视时光音乐会的新浪微博
- 《时光音乐会第二季》芒果TV官方频道 （页面存档备份，存于）

| 中国大陆 湖南卫视 每週五 19:30－21:10                                                     | 中国大陆 湖南卫视 每週五 19:30－21:10                 | 中国大陆 湖南卫视 每週五 19:30－21:10              |
| ----------------------------------------------------------------------------------------- | ----------------------------------------------------- | -------------------------------------------------- |
|                                                                                           | 时光音乐会（第二季） （2022年12月9日－2023年2月24日） |                                                    |
| 花儿与少年·露营季 （2022年6月17日－2022年9月2日）星星的约定（第1期） （2022年9月16日[a]） | 声生不息·宝岛季 （2023年3月17日－2023年6月2日）       |                                                    |
| 时光音乐会系列节目变迁                                                                    |                                                       |                                                    |
| 时光音乐会（第一季） （2021年10月22日－2022年1月28日）                                    | 时光音乐会（第二季） （2022年12月9日－2023年2月24日） | 时光音乐会·老友记 （2023年9月9日－2023年11月25日） |

| 新加坡 新傳媒U頻道 星期六 19:00－21:00                                                 | 新加坡 新傳媒U頻道 星期六 19:00－21:00               | 新加坡 新傳媒U頻道 星期六 19:00－21:00 |
| -------------------------------------------------------------------------------------- | ---------------------------------------------------- | -------------------------------------- |
|                                                                                        | 时光音乐会（第二季） （2023年12月2日－2024年2月3日） |                                        |
| 声生不息·宝岛季 （2023年7月8日－2023年11月18日） YES 933 潮流音乐盛典 (2023年11月25日) | 我想和你唱 (第四季) （2024年2月17日－2024年4月6日）  |                                        |

- ^  a. 《花儿与少年·露营季》在2022年9月2日播出结束后，2022年9月9日19:30的节目为《2022致敬大国工匠特别节目》。